# Treecko
Treecko (oorspronkelijk japans キモリ, Kimori) is een Pokémon van het Grastype. De naam is een porte-manteau van tree – Engels voor boom – en Gecko. Volgens de pokédex is een Treecko cool en calm en raakt nooit in paniek.
Treecko komt regelmatig in de televisieserie voor als de pokémon van Ash Ketchum. Treecko is de favoriete pokémon van Ash uit Hoenn.
Karakteristiek voor het exemplaar in de serie is het twijgje met het blaadje eraan in zijn mond. Treecko verliest het blaadje aan het twijgje als hij evolueert.
In de computerspellen is de aanval van een Treecko niet zo sterk. Ze zijn wel snel en hebben een goede Special Attack. Treecko evolueert eerst in Grovyle op level 16 en dan in Sceptile op level 36. Deze pokémonsoort is beschikbaar aan het begin van de spellen Pokémon Ruby, Pokémon Sapphire en Pokémon Emerald.

## Ruilkaartenspel
Er bestaan twaalf standaard Treecko kaarten, waarvan er één enkel in Japan uitgebracht is, net als één Ash's Treecko kaart. Ook bestaat er een Treecko ☆-kaart. Deze voorgaande allemaal met het type Grass als element. Verder bestaat er nog één Treecko δ-kaart, met het type Psychic.